# Атанасовден
 Тази статия е за зимния празник.  За летния празник вижте Летен Атанасовден.  
Атанасовден, наричан също Зимен Атанасовден и Средзима, е християнски и фолклорен празник, на който се почита паметта на свети Атанасий Велики, патриарх на Александрия и виден противник на арианството. Българската православна църква го отбелязва на 18 януари.

## Именици
Именици са Атанас, Атанаска, Ася, Наско, Нася, Настя, Таньо, Живко, Живка, Тина, Нанси, Танко, Танка.

## Атанасий Велики
Атанасий Велики е роден през 295 г. На 23-годишна възраст той е ръкоположен за дякон и участва в Никейския Вселенски събор, където успява да наложи учението си за Светата троица над това на Арий, което е обявено за ерес. 5 години след това той става епископ. Като александрийски архиепископ той активно се бори с арианите, но многократно става жертва на техните интриги. Умира на 2 май 373 г., която дата също му е посветена под името Летен Атанасовден.

## Фолклор
В народните вярвания свети Атанас е представен като властелин на снеговете и ледовете. Счита се, че от Зимния Атанасовден нататък зимата започва да си отива. Според легендите, облечен с копринена риза, той отива в планината на своя бял кон и се провиква: „Иди си, зимо, идвай, лято!“. Затова и празникът е известен също като „Средзима“.
Както Атанасовден, така и Антоновден, се почитат като патронни празници на ковачи, железари, ножари и налбанти, а заедно с това и като празници за умилостивяване на чумата, шарката и синята пъпка (антраксът), всички те - възприемани, като зли или гневливи, духове разболяващи хората с тези болести. Жените спазват на двата празника сходни забрани .За умилостивяване на шарките се пекат питки, които се надупчват с вилица, за да не се „надупчат“ (т.е. да не се изпъстрят с пъпки) децата от шарка.  На Атанасовден в Тракия и Троянско се заколва черно пиле или кокошка, приготвя с ориз и се раздава на съседи и близки против болести. Перата се запазват, като магически цяр. В някои райони на страната моми и ергени излизат на поляните, връзват люлки, пеят, играят хора. На други места на този ден се извършват ритуали за предпазване на овните от болести, след което няколко от тях се колят като общоселски курбан.